# Mala Bilka, Lanivți
Mala Bilka (în ucraineană Мала Білка) este localitatea de reședință a comunei Mala Bilka din raionul Lanivți, regiunea Ternopil, Ucraina.

## Demografie
Componența lingvistică a localității Mala Bilka
     Ucraineană (99,41%)
     Alte limbi (0,59%)
Conform recensământului din 2001, majoritatea populației localității Mala Bilka era vorbitoare de ucraineană (99,41%), existând în minoritate și vorbitori de alte limbi.